# Edigu

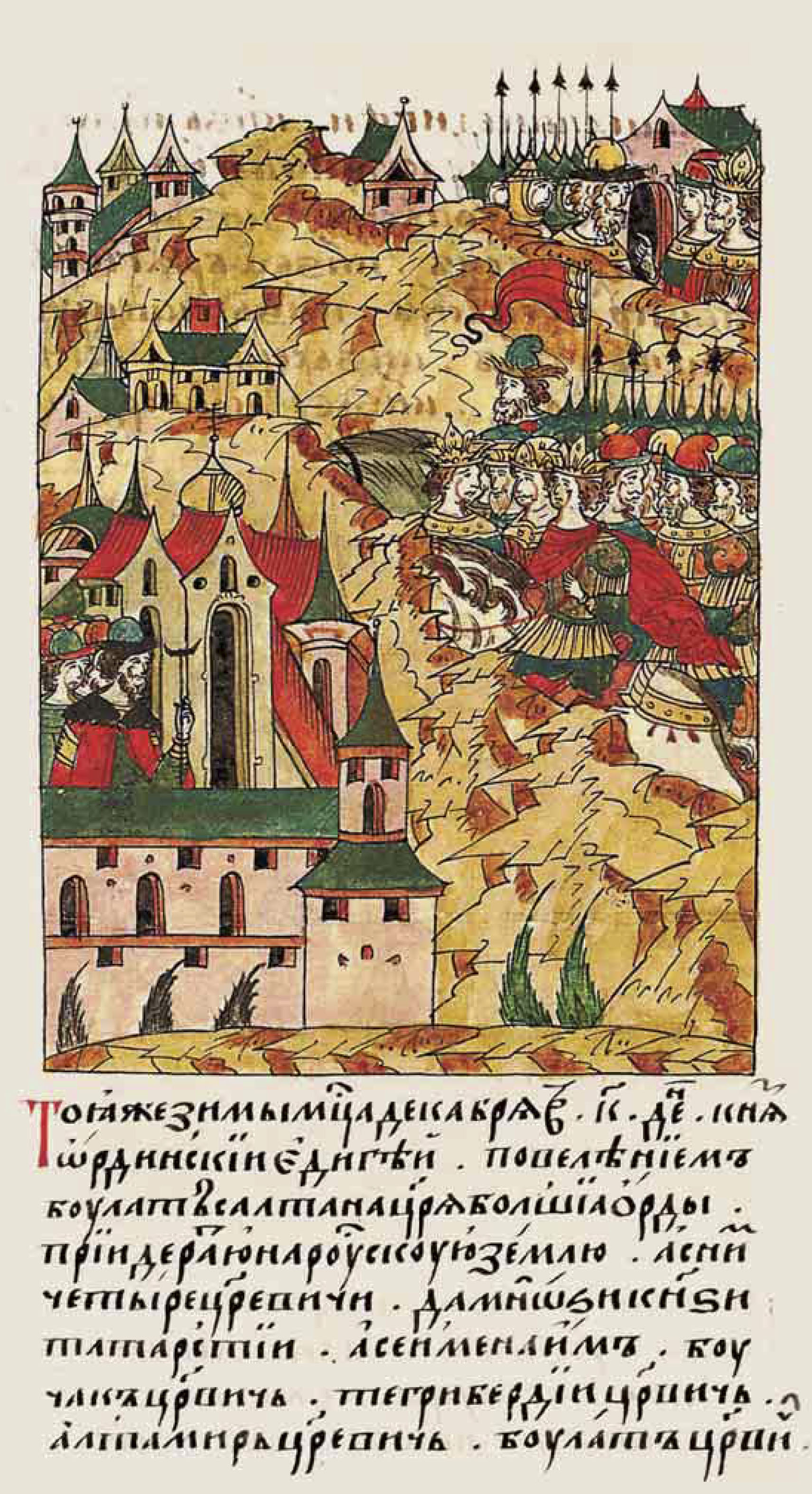
Invasione della Russia da parte di Edigu, dalla Cronaca illustrata di Ivan il Terribile.

L'Orda d'Oro sotto Edigu.

Edigu, anche detto  Edigéi, İdegäy o Edege Mangit (1352 – 1419), è stato un condottiero mongolo, fondatore dell'Orda Nogai, di fede musulmana.

## Biografia
Era figlio di Baltychak, un nobile mongolo sconfitto dal Khan dell'Orda d'Oro Toktamish.
Attorno al 1396 era padrone di un vasto territorio tra il Volga e gli Urali che fu chiamato Orda Nogai. L'anno dopo, alleatosi col Khan dell'Orda Timur Kutlug, ne fu nominato comandante in capo. Nel 1399 inflisse così una dura sconfitta all'uccisore del padre, Tokhtamysh, nella battaglia del fiume Vorskla. Nel 1406 riuscì infine ad far uccidere Tokhtamysh da suoi agenti.
Nel 1408 intraprese l'invasione della Russia, obbligando il granduca Basilio I a pagare nuovamente il tributo. Durante l'invasione rase al suolo Nižnij Novgorod, Gorodec, Rostov, ma non riuscì a prendere la capitale, Mosca.
Due anni dopo fu detronizzato e dovette trovare rifugio in Corasmia. Shah Rukh lo espulse nei pressi di Sarai, quando fu assassinato da uno dei fratelli di Tokhtamysh, nel 1419. La dinastia fondata da Edigu proseguirà per altri due secoli.